# Bretagne Classic 2019
La 83.ª edición de la clásica ciclista Bretagne Classic (nombre oficial: Bretagne Classic - Ouest-France) fue una carrera en Francia que se celebró el 26 de agosto de 2019 con inicio y final en la ciudad de Plouay, sobre un recorrido de 256,9 kilómetros.
La carrera hizo parte del UCI WorldTour 2019, siendo la trigésima cuarta competición del calendario de máxima categoría mundial.

## Recorrido
Para esta edición, la Bretagne Classic se dirigió de Plouay a Finisterre ubicado en el extremo occidental de la región de Bretaña llegando a pasar por la cota Kaliforn en el pueblo de Saint-Goazec. En total, la Bretagne Classic se extendió en 234,2 kilómetros en línea más una vuelta a un circuito de 22,7 km para un recorrido total de 256,9 kilómetros..

## Equipos participantes
Tomaron parte en la carrera 25 equipos: 18 de categoría UCI WorldTeam; y 7 de categoría Profesional Continental. Formando así un pelotón de 172 ciclistas de los que acabaron 90. Los equipos participantes fueron:
| WorldTeams (18)- AG2R La Mondiale - Astana - Lotto Soudal - EF Education First - Team Jumbo-Visma - CCC Team - Bahrain-Merida - Bora-hansgrohe - Dimension Data - UAE Team Emirates - Movistar Team - Deceuninck-Quick Step - Mitchelton-Scott - Katusha-Alpecin - Ineos - Groupama-FDJ - Team Sunweb - Trek-Segafredo Equipos continentales profesionales (7)- Total Direct Énergie - Vital Concept-B&B Hotels - Arkéa-Samsic - Cofidis, Solutions Crédits - Wanty-Groupe Gobert - Delko-Marseille Provence - Israel Cycling Academy |
| |

## Clasificaciones finales
- Las clasificaciones finalizaron de la siguiente forma:[3]

### Clasificación general
| \| Clasificación general \| Clasificación general \| Clasificación general \| Clasificación general \| Clasificación general \| \| Ciclista \| Ciclista \| Equipo \| Tiempo \| \| \| --------------------- \| --------------------- \| --------------------- \| --------------------- \| --------------------- \| \| 1.º \| Sep Vanmarcke \| EF Education First \| 6 h 12 min 23 s \| \| \| 2.º \| Tiesj Benoot \| Lotto-Soudal \| + 3 s \| \| \| 3.º \| Jack Haig \| Mitchelton-Scott \| + 3 s \| \| \| 4.º \| Michael Valgren \| Dimension Data \| + 20 s \| \| \| 5.º \| Amund Grøndahl Jansen \| Team Jumbo-Visma \| + 20 s \| \| \| 6.º \| Greg Van Avermaet \| CCC Team \| + 20 s \| \| \| 7.º \| Benoît Cosnefroy \| AG2R La Mondiale \| + 20 s \| \| \| 8.º \| Tim Wellens \| Lotto-Soudal \| + 22 s \| \| \| 9.º \| Florian Sénéchal \| Deceuninck-Quick Step \| + 28 s \| \| \| 10.º \| Eduard Prades \| Movistar Team \| + 28 s \| \| |                       |                       |                 |
| |                       |                       |                 |
| Fuente: ProCyclingStats |                       |                       |                 |
| Clasificación general |                       |                       |                 |
| Ciclista | Ciclista              | Equipo                | Tiempo          |
| 1.º | Sep Vanmarcke         | EF Education First    | 6 h 12 min 23 s |
| 2.º | Tiesj Benoot          | Lotto-Soudal          | + 3 s           |
| 3.º | Jack Haig             | Mitchelton-Scott      | + 3 s           |
| 4.º | Michael Valgren       | Dimension Data        | + 20 s          |
| 5.º | Amund Grøndahl Jansen | Team Jumbo-Visma      | + 20 s          |
| 6.º | Greg Van Avermaet     | CCC Team              | + 20 s          |
| 7.º | Benoît Cosnefroy      | AG2R La Mondiale      | + 20 s          |
| 8.º | Tim Wellens           | Lotto-Soudal          | + 22 s          |
| 9.º | Florian Sénéchal      | Deceuninck-Quick Step | + 28 s          |
| 10.º | Eduard Prades         | Movistar Team         | + 28 s          |

## UCI World Ranking
La Bretagne Classic otorgó puntos para el UCI World Ranking para corredores de los equipos en las categorías UCI WorldTeam, Profesional Continental y Equipos Continentales. Las siguientes tablas son el baremo de puntuación y los 10 corredores que obtuvieron más puntos:
| Posición   | 1.º | 2.º | 3.º | 4.º | 5.º | 6.º | 7.º | 8.º | 9.º | 10.º | 11.º | 12.º | 13.º | 14.º | 15.º-20.º | 21.º-30.º | 31.º-50.º | 51.º-55.º | 56.º-60.º |
| Puntuación | 300 | 250 | 215 | 175 | 120 | 115 | 95  | 75  | 60  | 50   | 40   | 35   | 30   | 25   | 20        | 12        | 5         | 2         | 1         |

| Clasificación |                       |                       |        |
| Ciclista      | Ciclista              | Equipo                | Puntos |
| ------------- | --------------------- | --------------------- | ------ |
| 1.º           | Sep Vanmarcke         | EF Education First    | 300    |
| 2.º           | Tiesj Benoot          | Lotto Soudal          | 250    |
| 3.º           | Jack Haig             | Mitchelton-Scott      | 215    |
| 4.º           | Michael Valgren       | Dimension Data        | 175    |
| 5.º           | Amund Grøndahl Jansen | Jumbo-Visma           | 120    |
| 6.º           | Greg Van Avermaet     | CCC                   | 115    |
| 7.º           | Benoît Cosnefroy      | AG2R La Mondiale      | 95     |
| 8.º           | Tim Wellens           | Lotto Soudal          | 75     |
| 9.º           | Florian Sénéchal      | Deceuninck-Quick Step | 60     |
| 10.º          | Eduard Prades         | Movistar              | 50     |